# Rezerwat przyrody Wrzosiec (województwo zachodniopomorskie)
Rezerwat przyrody Wrzosiec – torfowiskowy rezerwat przyrody położony na terenie gminy Osina w powiecie goleniowskim (województwo zachodniopomorskie).
Obszar chroniony utworzony został 4 sierpnia 2010 r. na podstawie Zarządzenia Nr 16/2010 Regionalnego Dyrektora Ochrony Środowiska w Szczecinie z dnia 2 kwietnia 2010 r. w sprawie uznania za rezerwat przyrody „Wrzosiec” (Dz. Urz. Woj. Zach. z dnia 20 lipca 2010 r. Nr 70, poz. 1294).

## Położenie
Rezerwat ma powierzchnię 14,27 ha (akt powołujący podawał 14,28 ha), w całości pod ochroną czynną. Obejmuje on tereny nadleśnictwa Nowogard (oddziały leśne 310j, 311c, k, ~b, 312d, i), co odpowiada obrębowi ewidencyjnemu Krzywice (dz. ew. nr 350, 311/1, 311/2). Leży w granicach specjalnego obszaru ochrony siedlisk „Ostoja Goleniowska” PLH320013. W bezpośrednim sąsiedztwie kilkadziesiąt metrów na północ przebiega droga krajowa nr 6 (do rezerwatu można dojechać odchodzącymi od niej drogami przez Glewice i Kikorze). Najbliższymi miejscowościami są Krzywice (ok. 1,5 km na południe) i Redostowo (ok. 2 km na północny wschód), zaś ok. 500 m na południe zlokalizowany jest rezerwat przyrody Krzywicki Mszar.

## Charakterystyka
Celem ochrony rezerwatowej jest „zachowanie mszaru wrzoścowego ze śródtorfowiskowym jeziorem oraz unikalnych zbiorowisk roślinnych reprezentujących różne siedliska podlegające prawnej ochronie, a także gatunki roślin chronionych, rzadkich i zagrożonych”. Większą część rezerwatu zajmuje jezioro wraz z wyspą w jego południowej części. Na terenie obszaru chronionego znajdują się rośliny leśne i bagienne, wśród nich m.in. wrzosiec bagienny oraz rosiczka pośrednia.